# Quebrada Marcarragra

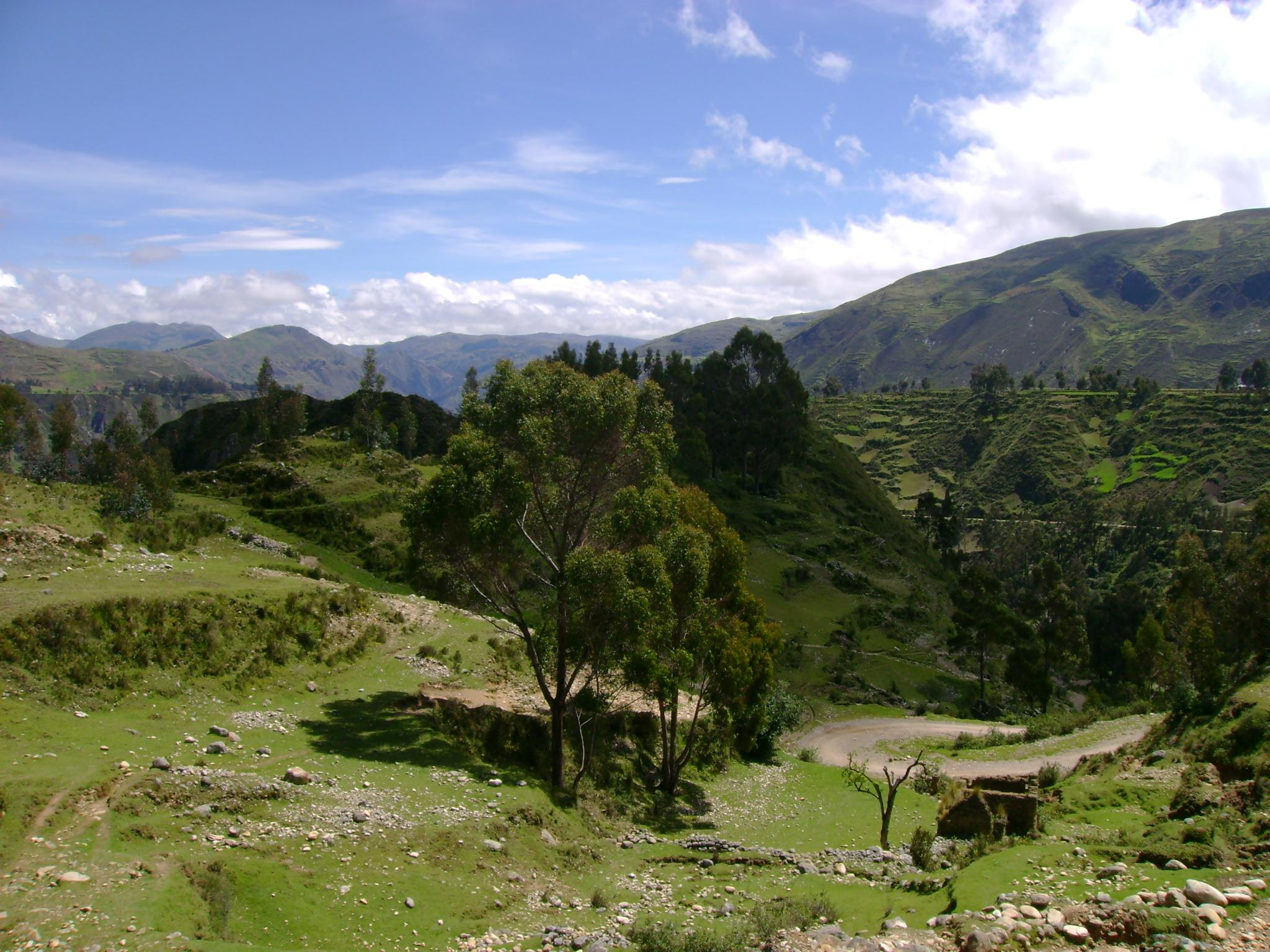
Vista de la quebrada Marcarragra, en primer plano en frente detrás del eucalipto Gangash.

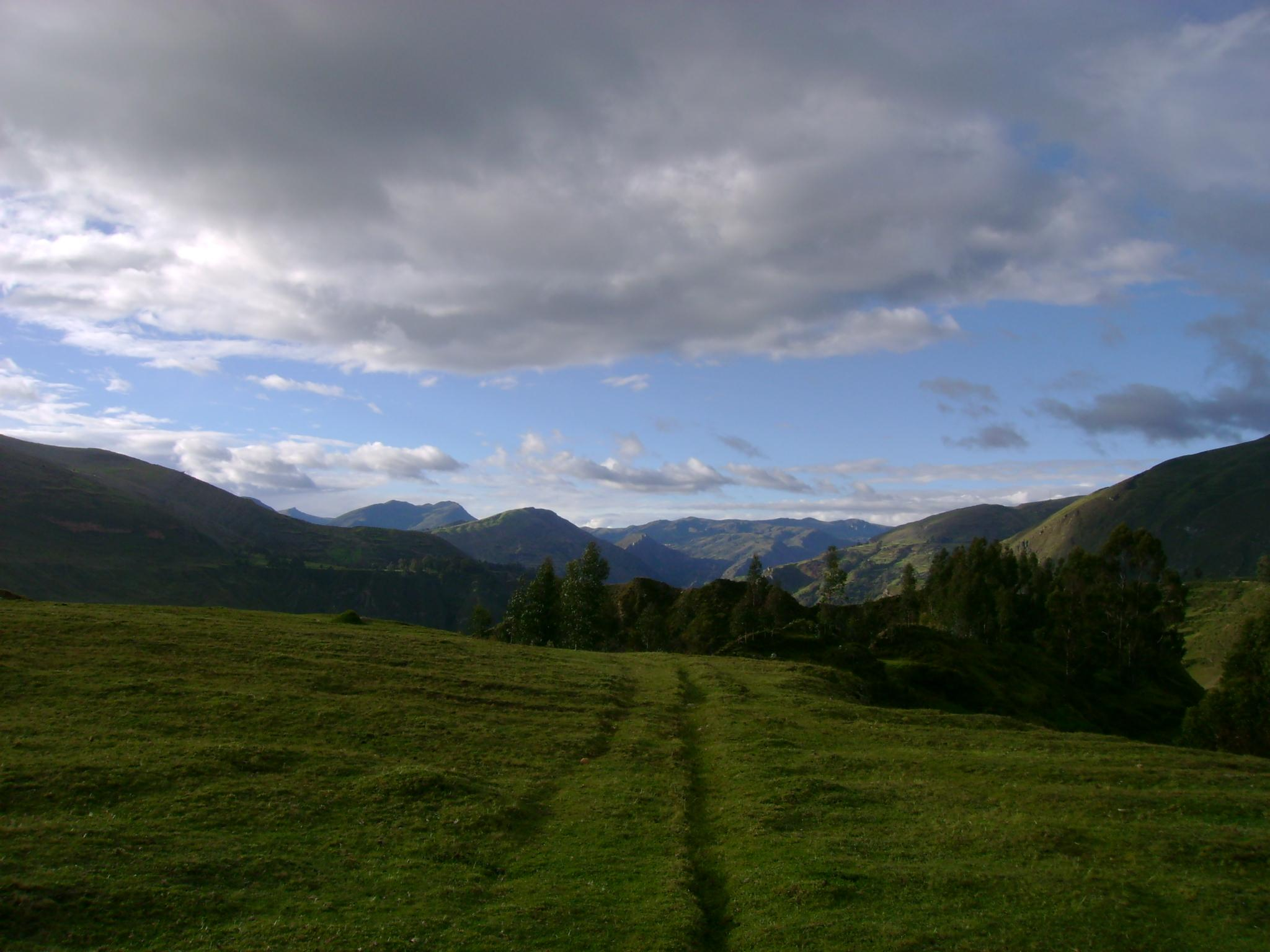
Atardecer cerca a la quebrada, al frente en primer plano Gangash y detrás la parte alta del valle del río Vizcarra.

La quebrada de Marcarragra, es una hendidura en el margen derecho del valle del Vizcarra, en la provincia de Dos de Mayo, región Huánuco.

## Características geográficas
Tiene un desnivel de casi 400 m. Al comienzo de su recorrido desde La Unión, se encuentra un arroyo, ideal para abastecer de agua a los viajeros, en su tramo medio está bordeado por un inmenso bosque de eucaliptos y en su parte final antes de llegar a Huánuco Pampa se comunica con la trocha La Unión-Huanuco Pampa y además en la parte superior de su margen derecho (mirando desde abajo el borde de la meseta) se encuentra el mirador de Gangash.

## Importancia
Comunica el poblado de La Unión con la meseta de Huánuco Pampa. Es muy utilizada por los lugareños de Huánuco Pampa diariamente para dirigirse hacia La Unión desde la meseta o viseversa. En la ladera de su margen derecho (de Huánuco Pampa a La Unión) se emplaza la trocha La Unión - Huánuco Pampa, vía de importancia, pues además de comunicar la ciudad de La Unión con la meseta y las ruinas incaicas de Huánuco Marka (mediante un desvío hacia el suroeste) también lo hace los distritos de la provincia de Lauricocha continuando la trayectoria de la vía hacia el sureste, pasando de largo el desvío hacia las ruinas.
- Datos: Q6094256